# Río Condoto
Río Condoto är ett vattendrag i Colombia.   Det ligger i departementet Chocó, i den västra delen av landet, 290 km väster om huvudstaden Bogotá.